# 칸 항공
칸 항공(태국어: กานต์แอร์, 영어: Kannithi Aviation Co. Ltd,)은 치앙마이 국제공항에 거점을 두고 있는 작은 항공사였다. 칸 항공은 태국에서 전세와 정기 서비스를 운영했다. 2016년 9월 칸 항공은 9개의 노선을 운항하고 있었다.

## 역사
칸니티 항공회사(Kannithi Aviation Company Limited) 소유의 항공은 2010년 9월 24일부터 운항을 시작했다. Somphong Sooksanguan 선장이 사장으로, Saychon Sibmong 부인이 사장으로 세운 것이다. 2015년 7월 8일 항공사는 항공사 운영 면허를 준수하지 않아 5개 노선 운항을 중단해야 했다. 칸 항공의 정지는 몇 달 후에 해제되었다.
2017년 4월 21일, 칸 항공은 마지막 운용 항공기인 세스나 208B 그랜드 캐러밴를 "기술상의 어려움"으로 인해 남은 모든 비행을 중단했다.

## 운항 노선
- 태국
  - 치앙마이 - 치앙마이 국제공항(허브)
  - 방콕 - 돈므앙 국제공항
  - 후아힌 - 후아힌 공항
  - 콘깬 - 콘깬 공항
  - 매홍손 - 매홍손 공항
  - 난 - 난 나콘 공항
  - 빠이 - 빠이 공항
  - 라용 - 우타파오 국제공항
  - 핏사눌록 - 핏사눌록 공항
  - 우본랏차타니 - 우본랏차타니 공항

## 보유 기종
2017년 11월 기준으로 칸 항공은 다음과 같이 보유하고 있었다.

## 사진

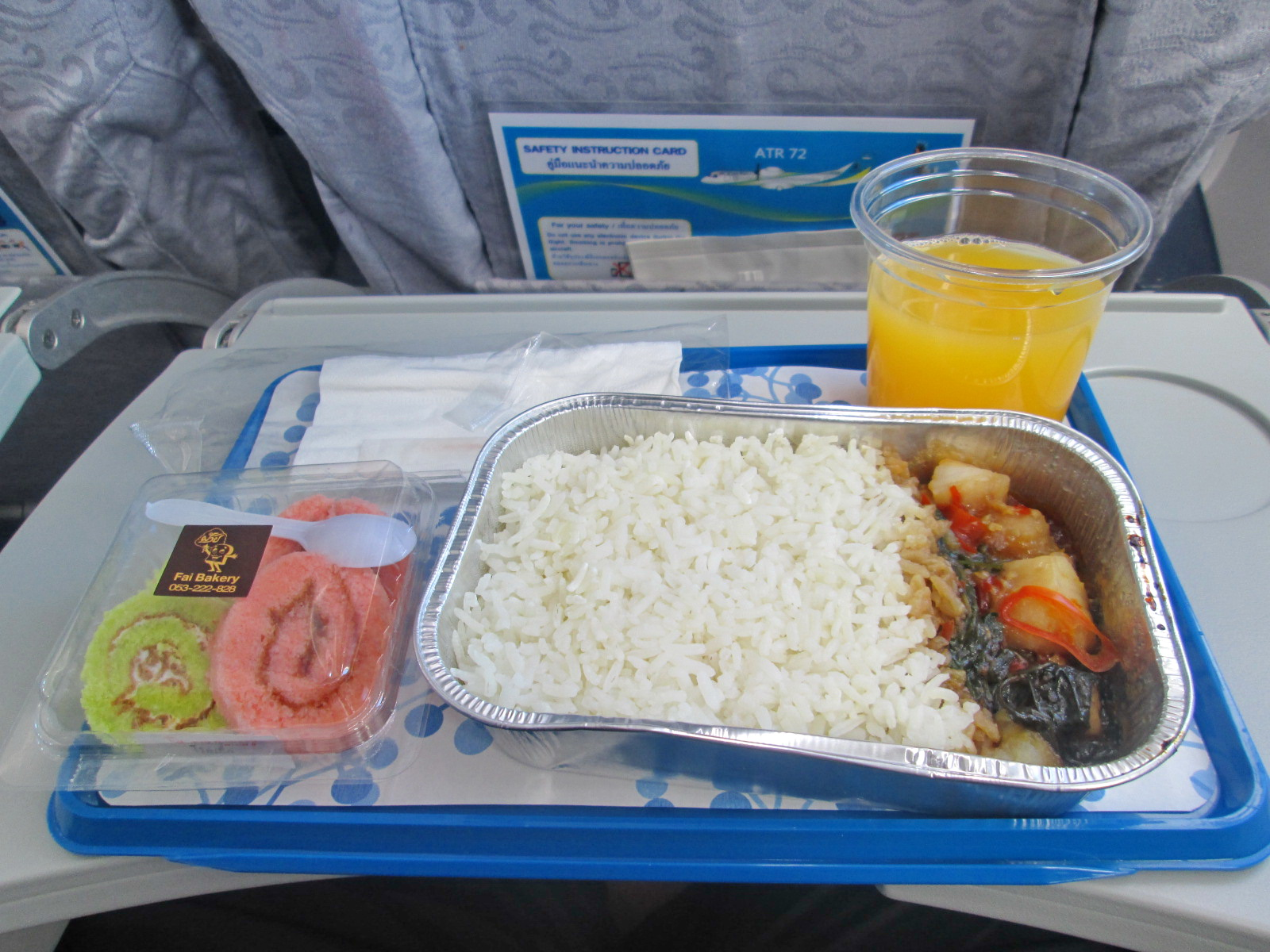
칸 항공의 기내식
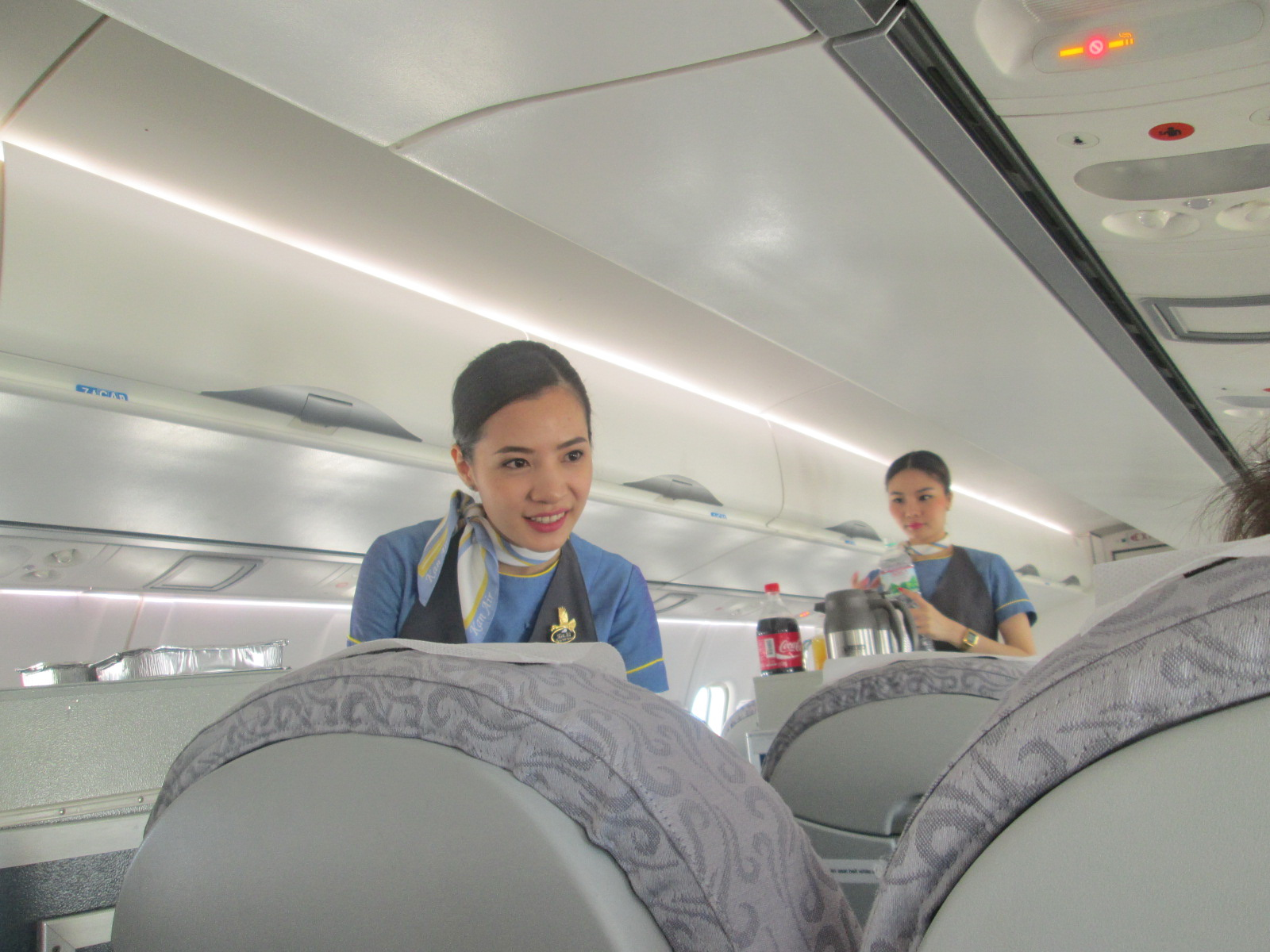
칸 항공의 승무원이 서비스를 하고 있는 모습
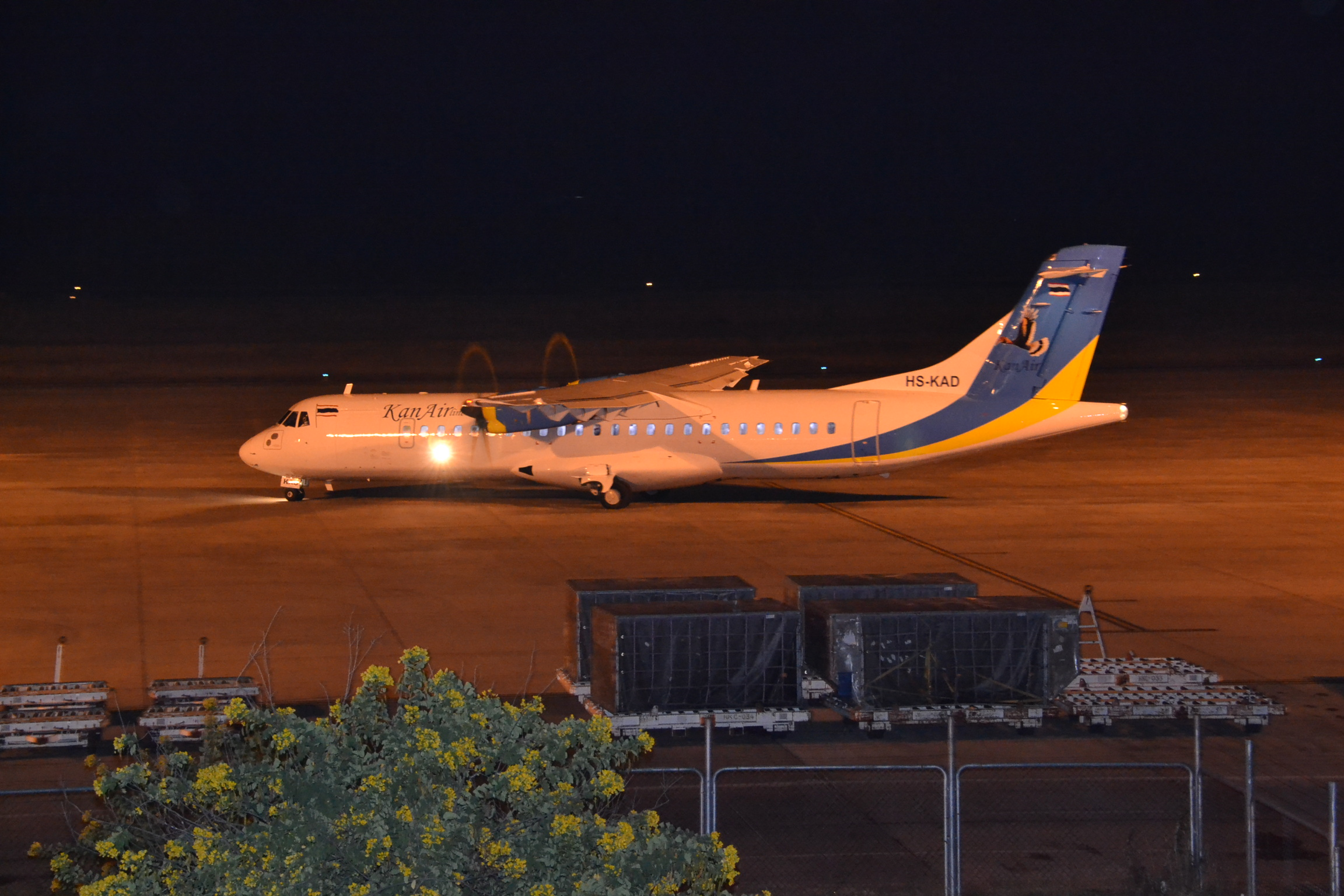
칸 항공의 ATR 72-500, 콘깬 공항에서 (2014년 12월)
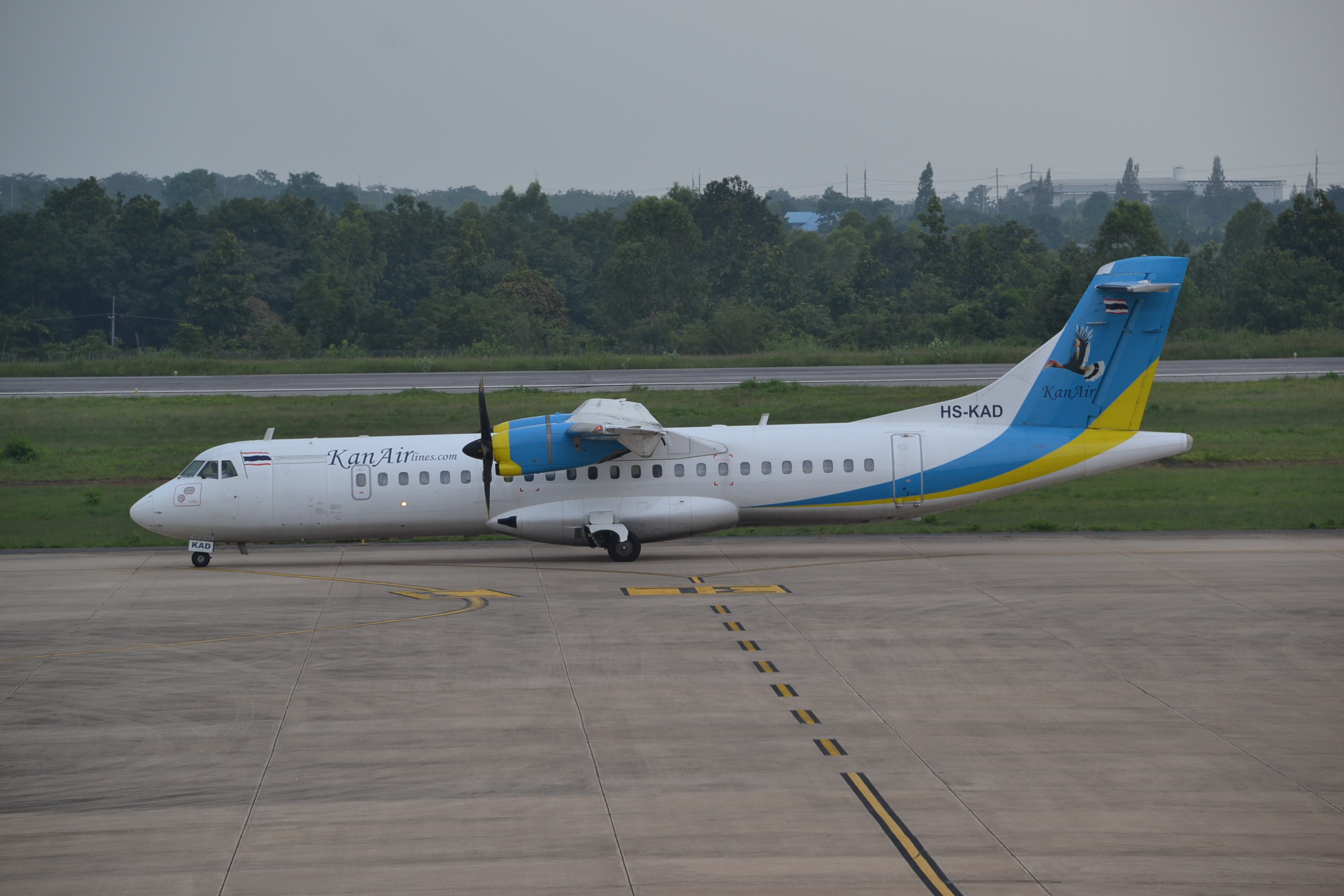
칸 항공의 ATR 72-500

## 서비스

### 예정된 항공편
칸 항공은 돈므앙 국제공항에 본사를 두고 태국 북부, 태국 북동부, 태국 중부의 행선지에 매일, 매주 정기 서비스를 운영했다.

### 전세 항공편
돈므앙 국제공항에 본사를 두고 칸 항공은 상업 항공보다 원하는 곳으로 직항편을 제공했다. 전용기를 충전하면 승객들은 스케줄에 따라 비행할 수 있고, 최종 목적지에 더 가까운 작은 비행장으로 비행할 수 있으며, 주요 공항 터미널의 대기열과 혼란을 피할 수 있다.

### 의료 피난 서비스
칸 항공은 위독한 환자를 이송하기 위해 국립응급의학과와 양해각서(MOU)를 체결했다.